# Zombie Tsunami
Zombie Tsunami, или Zombie Carnaval, — мобильная игра в жанре бесконечного раннера, разработанная и изданная французской студией Mobigame и выпущенная на Android и iOS 31 мая 2012 года и на Windows Phone в 2015 году.

## Игровой процесс
Zombie Tsunami представляет собой бесконечный раннер, и геймплей типичен для игр этого жанра. Игрок управляет зомби, который по дистанции должен собирать монеты, поедать людей, встречающихся на улице или в транспорте, и избегать различные препятствия и ловушки. Когда персонаж съедает человека, он оборачивается в зомби. Тем самым игрок собирает орду, чтобы облегчить свою задачу: даже если один зомби попадёт в ловушку или упадёт, остальные продолжат бежать. Управление ведётся с помощью нажатий на экран, причём от длины нажатия зависит высота прыжка. В игре есть система заданий, выполняя которые игрок будет получать дополнительное вознаграждение в виде игровой валюты.
За монеты, которые собираются в процессе игры, получаются при выполнении заданий или покупаются за реальные деньги, игрок может купить различные усиления и декоративные элементы. Также вознаграждения можно получить в лотерее, билеты для которой даются за сбор мозгов (мозги даются за каждого съеденного человека).

## Отзывы критиков
| Сводный рейтинг    | Сводный рейтинг |
| Агрегатор          | Оценка          |
| ------------------ | --------------- |
| Metacritic         | 85/100          |
| Иноязычные издания |                 |
| Издание            | Оценка          |
| Pocket Gamer UK    | [ 5 ]           |
| Gamezebo           | [ 2 ]           |
| Slide to Play      | 3/5             |
| TouchArcade        | [ 7 ]           |
| 148Apps            | [ 8 ]           |

Согласно сайту-агрегатору Metacritic, игра получила «в основном положительные» отзывы критиков: 85 баллов из 100.
Обозреватель сайта Gamezebo Дант Рэмбо в своей рецензии на игру отметил, что разработчики добавили новые элементы в жанр, которому «требовались инновации». Он посчитал управление простым и не отличающимся от большинства других раннеров, но назвал «протагониста» — орду зомби — необычным. Из недостатков Рэмбо выделил неудачное расположение камеры. По его мнению, она расположена слишком близко, из-за чего бывает сложно отреагировать на возникающие препятствия.
Рецензент портала TouchArcade Нисса Кембелл оценила игру положительно, подчеркнув то, что игра затягивает игрока, так как не имеет конца. Она отметила, что игра старается максимально задержать игрока. Для этого разработчики использовали, к примеру, механику лотереи и различные задания, которые присутствуют постоянно. Несмотря на это, сама игра показалась ей «достаточно добротной… чтобы простить ей все эти трюки».
Журналист проекта Pocket Gamer Мэтт Уэлс назвал сильными сторонами игры её визуальный стиль, дизайн и управление. По его словам, игра предоставляет «приносящий удовольствие и вознаграждающий» опыт, однако это не делает её более оригинальной. Он посчитал, что игра использует старые, избитые формулы, которые не выделяют игру из массы других раннеров. В заключении он пишет: «По итогу это волочащее ноги игровое зомби, у которого — что вполне логично — нет души».